# Сборная Болгарии по хоккею с шайбой
Сборная Болгарии по хоккею с шайбой находится на 37 месте в рейтинге ИИХФ (2024).
Команда один раз, за всю историю, участвовала в зимней Олимпиаде (1976). В предварительном турнире Болгария проиграла Чехословакии со счётом 1:14. А в турнире за 7-12 места потерпела все 5 поражений и заняла последнее место в итоговом зачёте.
В 2006 году в Софии проходил чемпионат мира в группе А 2-го дивизиона. Кроме Болгарии в турнире участвовали сборные Бельгии, Испании, Румынии, ЮАР и Сербии и Черногории.
В 2009 году в Софии проходил чемпионат мира в группе В 2-го дивизиона. Соперниками были те же Бельгия, Испания, ЮАР, а также Мексика и Республика Корея.
В 2013 году сборная Болгарии вылетела в 3-й дивизион. Однако на следующий год она вновь вернулась во 2-й дивизион, где продержалась недолго. В 2016 году сборная снова вылетела в 3-й дивизион.

## Состав
| Позиция    | Номер | Игрок                             | Клуб           |
| ---------- | ----- | --------------------------------- | -------------- |
| Вратарь    | 1     | Константин Михайлов               | Славия (София) |
| Вратарь    | 20    | Теодор Асенов                     | ЦСКА (София)   |
| Защитник   | 3     | Василий Васильев                  | Динамо (София) |
| Защитник   | 4     | Цветан Цветанов                   | Славия (София) |
| Защитник   | 5     | Богдан Стефанов                   | Славия (София) |
| Защитник   | 7     | Мартин Гиуров                     | Славия (София) |
| Защитник   | 8     | Станислав Канчев                  | Славия (София) |
| Защитник   | 11    | Алексей Йотов                     | Витязь (Чехов) |
| Защитник   | 14    | Стефан Георгиев                   | Славия (София) |
| Защитник   | 22    | Роман Моргунов                    | Славия (София) |
| Нападающий | 6     | Явор Славчев                      | Славия (София) |
| Нападающий | 9     | Станислав Мухачев (альт. капитан) | Славия (София) |
| Нападающий | 10    | Мартин Миланов (альт. капитан)    | Динамо (София) |
| Нападающий | 12    | Красимир Чапканов                 | Славия (София) |
| Нападающий | 13    | Александр Тодоров                 | Славия (София) |
| Нападающий | 16    | Розен Асенов                      | Славия (София) |
| Нападающий | 18    | Лачезар Гиумов                    | Славия (София) |
| Нападающий | 19    | Георгий Младенов (капитан)        | Славия (София) |
| Нападающий | 32    | Димитр Милошев                    | Славия (София) |
| Нападающий | 24    | Мартин Бойдажиев                  | Славия (София) |

## Известные игроки
- Константин Михайлов
- Станислав Михачев
- Роман Моргунов
- Кирил Важаров
- Алексей Йотов